# Savelivka, Monastîrîska
Savelivka (în ucraineană Савелівка) este un sat în comuna Oleșa din raionul Monastîrîska, regiunea Ternopil, Ucraina.

## Demografie
Componența lingvistică a localității Savelivka
     Ucraineană (98,8%)
     Alte limbi (1,2%)
Conform recensământului din 2001, majoritatea populației localității Savelivka era vorbitoare de ucraineană (98,8%), existând în minoritate și vorbitori de alte limbi.